# Макарий Гревенски
Макарий (на гръцки: Μακάριος) е православен духовник, митрополит на Охридската архиепископия.

## Биография
Споменат е като гревенски митрополит на Охридската архиепископия на 6 март 1749 година. Споменат е единствено от Хайнрих Гелцер.